# Giraudite
La giraudite-(Zn), appelée simplement giraudite jusqu'en 2020, est un minéral de la classe des sulfures, qui appartient au groupe de la tétraédrite. Il a été nommé giraudite (sans le suffixe) en l'honneur de Roger Giraud (1936–). L’IMA a ajouté le suffixe selon la nouvelle nomenclature du groupe de la tétraédrite en 2020.

## Caractéristiques
La giraudite-(Zn) est un sulfosel complexe de formule chimique Cu6Cu4(Fe2+,Zn)2As4Se12S. Elle a été approuvée comme espèce valide par l'Association internationale de minéralogie en 1980, et publiée pour la première fois en 1982. Elle cristallise dans le système cubique. Sa dureté sur l'échelle de Mohs est comprise entre 3,5 et 4.

## Classification
Selon la classification de Nickel-Strunz, la giraudite-(Zn) appartient à "02.G - Néso-sulfarsénites, etc. avec S additionnel", avec les minéraux suivants : argentotennantite, freibergite, goldfieldite, hakite, tennantite, tétraédrite, sélénostéphanite, stéphanite, pearcéite, polybasite, sélénopolybasite, cupropearcéite, cupropolybasite et galkhaïte.
L'échantillon qui a servi à déterminer l'espèce, connu sous le nom de matériau type, est conservée à l'École nationale supérieure des mines de Paris.

## Formation et gisements
Elle a été découverte dans le gisement d'uranium de Chaméane, dans la commune de Le Vernet-Chaméane (Puy-de-Dôme, Auvergne-Rhône-Alpes, France). Elle a également été décrite en Allemagne, en Tchéquie, au Mexique et aux Etats-Unis. Ce gisement d'uranium fut aussi découvert en Nouvelle-Calédonie